# Alessandro I (re dell'Epiro)
Alessandro I d'Epiro, detto il Molosso (362 a.C. circa – Pandosia, 331 a.C. circa), è stato re d'Epiro, della dinastia degli Eacidi e zio materno di Alessandro Magno.
Figlio di Neottolemo I e fratello di Olimpiade, Alessandro I era zio e cognato di Alessandro Magno. Era anche zio di Pirro d'Epiro (Eacide d'Epiro era cugino di Alessandro I e padre di Pirro).

## Biografia
Neottolemo I governò insieme al fratello Aribba. Quando Neottolemo morì, nel 357 a.C. circa, suo figlio Alessandro era solo un bambino e Aribba divenne l'unico re. Nel 350 a.C. circa, Alessandro fu portato alla corte di Filippo II di Macedonia per proteggerlo. Nel 343/2, poco più che ventenne, Filippo lo nominò re dell'Epiro, dopo aver detronizzato lo zio Aribba.
Quando Olimpiade fu ripudiata dal marito nel 337 a.C., si recò dal fratello e cercò di indurlo a muovere guerra a Filippo. Alessandro, tuttavia, rifiutò la contesa e strinse una seconda alleanza con Filippo accettando di sposare la figlia Cleopatra. Durante le nozze, nel 336 a.C., di Alessandro I d'Epiro con la nipote Cleopatra, venne ucciso Filippo II, ed il trono di Macedonia fu assegnato al figlio di quest'ultimo, Alessandro Magno, con il nome di Alessandro III. 
Venuto in Italia nel 334 a.C. per soccorrere la città magno-greca di Taranto, Alessandro I, entrò in conflitto con i Lucani, i Bruzi, gli Iapigi e i Sanniti, nel tentativo di creare uno stato unitario nel Meridione d'Italia. Pur riuscendo a conquistare con i Tarentini le città di Brentesion, Siponto, Heraclea, Cosentia e Paestum, tuttavia il suo progetto non si realizzò, venendo sconfitto in battaglia e ucciso a tradimento da un lucano a Pandosia (Lucania) o a Pandosia Bruzia nel 331 a.C.
Leggiamo di seguito quanto ci narra Tito Livio:
(Giacomo Racioppi, Storia dei popoli della Lucania e della Basilicata.)
Secondo l'archeologa Giuseppina Canosa, la sua ricca tomba sarebbe stata rinvenuta a Timmari, presso Matera.
Inoltre, secondo una certa critica storiografica moderna il Molosso sarebbe venuto in Italia con l'intendo di conquistare l'Italia stessa, la Sicilia e l'Africa. Questo obbiettivo avrebbe completato il progetto del nipote e cognato, Alessandro Magno, che in quello stesso anno era intento a conquistare l'Asia. Questa interpretazione trova appoggio anche in antichi autori, come ad esempio Giustino, che scrive:
Emulo di Alessandro il Molosso, si può ritenere Pirro, re d'Epiro, che accorse in Italia in aiuto dei Tarantini contro i Romani per poi cercare di creare un proprio regno.